# Kelly Overton

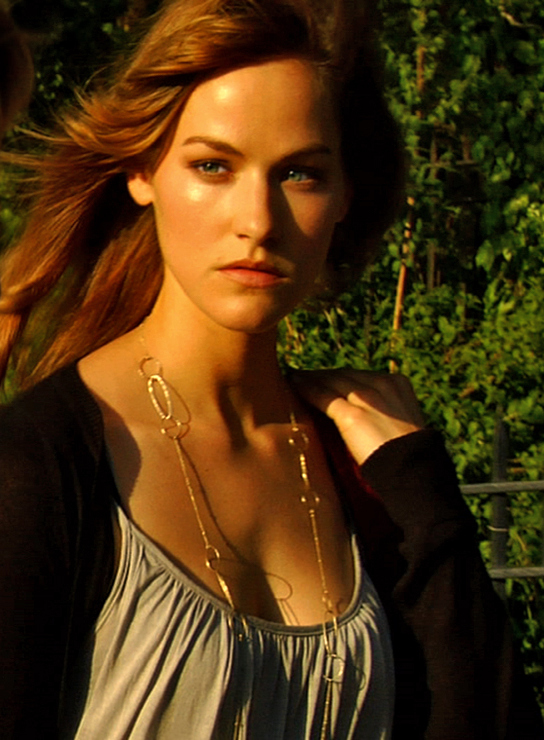
KellyOverton

Kelly Overton (sinh ngày 28 tháng 8 năm 1978) là một nữ diễn viên người Mỹ, nhà biên kịch, đạo diễn phim kiêm và nhà sản xuất phim.

## Tiểu sử
Overton sinh ra và lớn lên ở Wilbraham, Massachusetts cô học tập tại Học viện Nghệ thuật Sân khấu Mỹ ở thành phố New York nơi cô tốt nghiệp với giải thưởng danh dự, giải thưởng Charles Jehlinger. Cô tham gia vào một số chương trình truyền hình.
Năm 2000, cô bắt đầu tham gia các chương trình truyền hình quốc gia và sau đó vào năm 2002 tham gia trên sân khấu Broadway, cô là diễn viên của các phim như The Graduate. Sau năm năm ở New York, cô chuyển đến Los Angeles, nơi cô đã tập trung làm việc trong phim ảnh và truyền hình. Trong năm 2008, cùng với người chồng Pearce Judson Morgan, cô đã tham gia đã viết, đạo diễn, sản xuất phim ảnh.
Năm 2010, cô đóng vai Christie Monteiro trong bộ phim chuyển thể của trò chơi chiến đấu series Tekken với tựa đề Thiết quyền bá vương. Overton kết hôn với đồng nghiệp là nam diễn viên Judson Pearce Morgan trong tháng 4 năm 2004.

## Các phim đã tham gia
| - All My Children (2000–2002) - The Job (2002) - Without a Trace (2003) - It Runs in the Family - The Practice (2003) - Breaking Dawn - The Division (2004) - Wedding Daze - The Studio (2005) - The Ring Two - The Double - Desolation Canyon - Twenty Questions - CSI: NY (2006) - You Did What? | - Close to Home (2006) - Desperation (2006) - Cold Case (2007) - American Masters (2007) - Criminal Minds (2007) - The Wager (2007) - Numb3rs (2007) - Outsource (2008) - The Collective (2008) - Psych (2008) - Under New Management (2009) - In My Sleep (2009) - Three Rivers (2009) - Tekken (2010) trong vai Christie Monteiro |